# Pirmin Zurbriggen
Pirmin Zurbriggen (4. veljače 1963.) je bivši švicarski natjecatelj u alpskim disciplinama svjetskog skijaškog kupa.
U izuzetno bogatoj karijeri, osvojio je čak 11 odličja, od čega dvije olimpijske, te devet sa svjetskih prvenstava. 
Prvi je skijaš koji je pobijedio u svim utrkama Svjetskog kupa. Četiri puta je osvojio Veliki kristalni globus, te još dvanaest puta mali kristalni globus u disciplinama spust, superveleslalom, veleslalom i kombinacija.

## Karijera
Pirmin je debitirao u Svjetskim kupu 1981. godine, mjesec dana prije svog 18. rođendana. Na prvu pobjedu je čekao svega godinu dana, kada je pobijedio u kombinaciji u švicarskom Wengenu, 24. siječnja 1982.
Već u sezoni 1983./84. osvaja mali kristalni globus u veleslalomu, te veliki, za pobjedu u ukupnom poretku. Od tada je osvojio još 11 malih globusa, te 3 velika (1987., 1988. i 1990.)
Najveći uspjeh karijere ostvario je osvajanjem dva odličja na Zimskim olimpijskim igrama u Calgaryju 1988. Zlato je osvojio u spustu, a broncu u kombinaciji.
Prestao se natjecati u utrkama svjetskog kupa vrlo rano, sa svega 27 godina.
| Sezona | God. | Ukupno | Slalom | Vele- slalom | Super G     | Spust | Kombinacija |
| ------ | ---- | ------ | ------ | ------------ | ----------- | ----- | ----------- |
| 1981.  | 18   | 31     | —      | 17           | not run     | —     | 18          |
| 1982.  | 19   | 11     | 33     | 6            | not run     | —     | 7           |
| 1983.  | 20   | 6      | 21     | 4            | not awarded | 26    | 3           |
| 1984.  | 21   | 1      | 24     | 1            | not awarded | 10    | 2           |
| 1985.  | 22   | 2      | 14     | 2            | not awarded | 5     | 9           |
| 1986.  | 23   | 2      | 6      | 10           | 2           | 11    | 1           |
| 1987.  | 24   | 1      | 21     | 1            | 1           | 1     | 1           |
| 1988.  | 25   | 1      | 9      | 4            | 1           | 1     | 4           |
| 1989.  | 26   | 2      | 15     | 1            | 1           | 4     | 3           |
| 1990.  | 27   | 1      | 11     | 6            | 1           | 3     | 1           |

## Vanjske poveznice
- Službena internetska stranica